# Gabrielle Dorziat

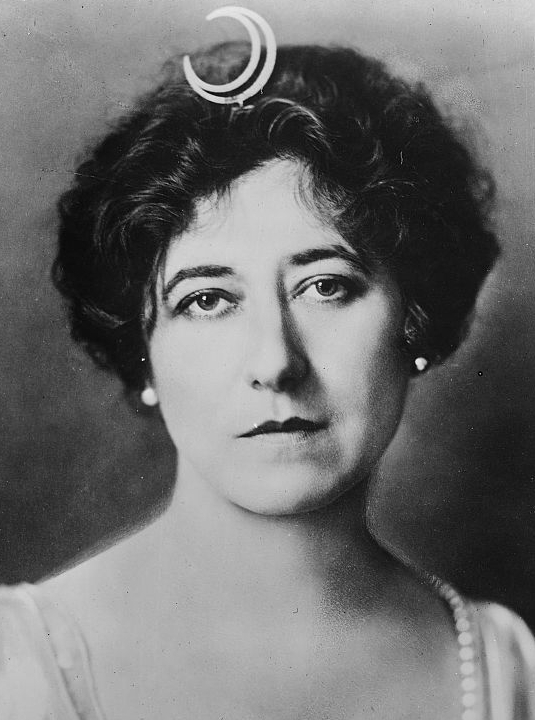
Gabrielle Dorziat

Gabrielle Dorziat (* 15. Januar 1880 in Épernay; † 30. November 1979 in Biarritz) war eine französische Schauspielerin.

## Leben
Sie begann ihre Laufbahn im Jahr 1900 am Thèâtre du Parc in Brüssel. Noch im selben Jahr ging sie nach Paris und trat an den dortigen Theatern auf. In den folgenden 35 Jahren hatte sie besonders in Stücken von Sacha Guitry Erfolge, mehrfach auch unter dessen Regie.
Beim Film wurde sie 1936 in Mayerling als Kaiserin Elisabeth bekannt. Danach stand sie noch drei Jahrzehnte vor der Kamera. Meist verkörperte sie einfache Frauen aus dem Volk, ihre Darstellung der Erzherzogin Sophie in Von Mayerling bis Sarajewo 1940 gehörte eher zu den Ausnahmen.
Dorziat war seit 1925 mit Michel de Zogheb († 1964), einem Cousin des ägyptischen Königs Fu'ād I. verheiratet. Sie starb wenige Wochen vor ihrem 100. Geburtstag.

## Filmografie
- 1922: L’infante à la rose
- 1936: Mayerling
- 1936: Unruhe im Mädchenpensionat (Le Mioche)
- 1936: Samson
- 1936: Courrier sud
- 1937: Mollenard
- 1937: La Dame de Malacca
- 1937: L’amour veille
- 1937: Die Lüge der Nina Petrowna (Le mensonge de Nina Petrovna)
- 1937: Monsieur Breloque a disparu
- 1937: Etes-vous jalouse ?
- 1938: Le drame de Shanghaï
- 1938: La Chaleur du sein
- 1939: Lebensabend (La Fin du jour)
- 1939: La vierge folle
- 1939: Geheimnis im Hinterhaus (Derrière la façade)
- 1940: Von Mayerling bis Sarajewo (De Mayerling à Sarajevo)
- 1940: L’Homme qui cherche la vérité
- 1940: Soyez les bienvenus
- 1940: Fausse alerte
- 1941: Ihr erstes Rendezvous (Premier rendez-vous)
- 1942: Le Voyageur de la Toussaint
- 1942: Le loup des Malveneur
- 1942: Le journal tombe à cinq heures
- 1942: Patricia
- 1942: L’appel du bled
- 1943: Echec au roy
- 1943: Le Baron fantôme
- 1943: Die Teufelshand (La main du diable)
- 1945: Falbalas – Sein letztes Modell (Falbalas)
- 1945: Adieu Chérie (Adieu chérie)
- 1945: Ich fand einen Engel (L’ange qu’on m’a donné)
- 1946: Désarroi
- 1946: Paris 1900
- 1947: Monsieur Vincent
- 1947: Ruy Blas, der Geliebte des Königs (Ruy Blas)
- 1947: Miroir
- 1947: Une grande fille toute simple
- 1948: Die schrecklichen Eltern (Les parents terribles)
- 1948: Manon
- 1949: Agnes Bernauer (Le jugement de Dieu)
- 1949: Ballerina
- 1949: Morgen ist es zu spät (Domani è troppo tardi)
- 1950: Né de père inconnu
- 1951: Wenn das Herz spricht (So Little Time)
- 1951: Die Wahrheit über unsere Ehe (La vérité sur Bébé Donge)
- 1952: Einmal wird die Sonne wieder scheinen (Little Boy Lost)
- 1952: Le fils de Lagardère
- 1953: Fille d’amour
- 1954: Ein Akt der Liebe (Un acte d’amour)
- 1954: Die Bettlerin von Notre-Dame (Les deux orphelines)
- 1954: Le Fil à la patte
- 1954: Madame Dubarry (Madame du Barry)
- 1954: Nagana
- 1954: Allô, allô
- 1956: Pitié pour les vamps
- 1956: Mitsou und die Männer (Mitsou)
- 1957: Spione am Werk (Les espions)
- 1958: Drôles de phénomènes
- 1958: Auferstehung
- 1958: Polikuschka
- 1959: Katja, die ungekrönte Kaiserin (Katia)
- 1961: Die Nacht und die Versuchung (Climats)
- 1962: Gigot, der Stumme vom Montmartre (Gigot)
- 1962: Ein Affe im Winter (Un singe en hiver)
- 1962: Un mari à prix fixe
- 1963: Germinal
- 1964: Cyrano und d’Artagnan (Cyrano et d'Artagnan)
- 1964: Monsieur
- 1964: Thomas, der Betrüger (Thomas l’imposteur)
- 1971: Églantine